# Садиба Л. Є. Кеніга
Садиба Кеніга — комплексна пам'ятка історії та архітектури  національного значення в Тростянці Сумської області. Знаходиться на вулиці Миру, 14, 16, 20. До комплексу входять три будівлі, записані в охоронних списках як «головний будинок», «будинок, в якому жив і працював композитор Петро Чайковський»  та «Круглий двір».

## Історія садиби
У 1720 році Тростянець у числі колишніх володінь Перехрестова був наданий Петром I своєму духівнику Тимофію Васильовичу Надаржинському. Панська садиба Надаржинських була зведена у 1762 році. Після смерті останнього з онуків Тимофія Надаржинского маєток успадкувала його внучка Софія Олексіївна Корсакова (1811-58), яка в 1832 році стала дружиною князя Василя Петровича Голіцина. Голіцин перебудував маєток. Він став більш вишуканим, довкола був посаджений парк. Після смерті князя Голіцина маєтком став володіти його син Олексей.
У 1868 році маєток купив у князя Голіцина купець 1 гільдії А. А. Марк. Через шість років, у кінці 1874 року, він продав його мільйонеру Леопольду Кенігу, який налагоджував виробництво цукру. Останнім власником маєтку до 1917 року був його син Юлій. За Кеніґів головну будівлю було значно перебудовано, у декор фасадів були включені елементи стилю бароко (криволінійні фронтони, скульптура), змінено планування. Флігелі збереглися практично без змін, але були поєднані з центральним корпусом. Кеніґ додав до палацу Голіцина другий поверх і «розбавив» чіткі форми класицизму.
У радянські часи в колишньому палаці розміщувався дитячий сад. Потім будівля пустувала і поступово занепадала. В роки незалежності були проведені реставраційні роботи, у головній споруді колишнього маєтку розмістили краєзнавчий та художній музеї.

## Головний будинок
У № 7-8 (за липень-серпень) журналу «Зодчий» за 1885 рік  був наступний текст:
```
«Заміський будинок Л. Є. Кеніга. Нова споруда знаходиться між двома флігелями, уцілілими від існуючого тут будинку. У лівому з них поміщається кухня та інші господарські приміщення. Призначення нової, середньої частини, видно з планів. У даний час будівля виведена начорно. Скульптури і орнаментація будуть виконані за кресленнями упорядника проекту А. І. Лапіна; металеві роботи – К. Вінклер. В. Шретер».
```

## Будинок, в якому жив і працював композитор Петро Чайковський
У будинку влітку 1864 року Петро Чайковський, 24-річний студент петербурзької консерваторії, відпочивав у гостях в князя Олексія Голіцина. Тут він створив свій перший симфонічний твір — увертюру «Гроза». У садибу композитор потрапив на запрошення свого однокашника О. В. Голіцина. Біографи Чайковського пишуть, що поміщик Харківської губернії князь Олексій Васильович Голіцин оточив в своєму маєтку Чайковського нечуваною розкішшю і пишністю.

## Круглий двір

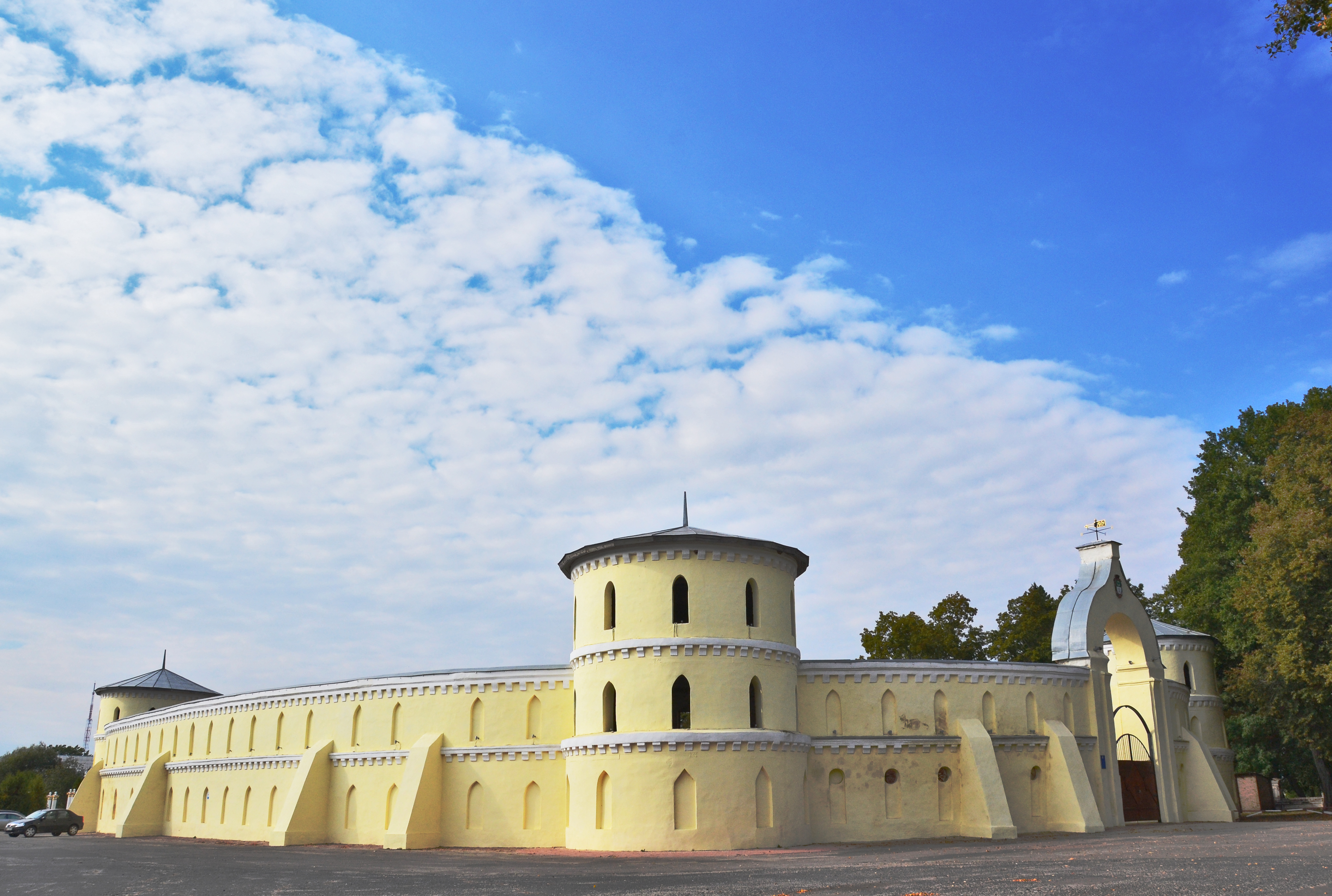
Круглий двір

Круглий двір — головна пам'ятка Тростянця. Це овальна конструкція з чотирма баштами, поєднує елементи готики та українського бароко. Споруда схожа на фортецю — вважається, що саме нею вона мала бути за задумом. В одній з башт нібито розташовувався колодязь, а в іншій зберігалися запаси їжі та смоли на випадок облоги.
Круглий двір жодного разу не використовувався за військовим призначенням. Фортецю пристосували для господарських потреб — зокрема, тримали там коней. А в часи князя Голіцина проводили театральні та циркові вистави. У Круглому дворі були кімнати для «танцюристок кріпацького балету» та обслуги господарів маєтку.

## Сучасність
У будівлі розташовано три музеї. У центральному двоповерховому корпусі розміщена картинна галерея. У ній зібрані портрети видатних людей міста і побутові картини. У лівому крилі садиби знаходиться «музей шоколаду». У правому крилі садиби розташовується краєзнавчий музей.